# João de Vercelli
João de Vercelli (em italiano:  Giovanni da Vercelli), nascido na Arquidiocese de Vercelli no início do século XIII, foi um religioso italiano e Mestre-geral da Ordem dos Pregadores.

## História
Foi enviado ainda bastante novo a estudar na Universidade de Paris, onde se formou, e se tornou Mestre leccionando Direito Romano e Direito Canónico.
Por influência de Jordão de Saxónia, futuro mestre-geral da Ordem dos Pregadores, igualmente estudante em Paris, ingressou na nascente ordem, fazendo o seu noviciado na cidade de Bolonha. Mais tarde foi enviado à sua terra natal para ali fundar um convento do qual veio a ser prior. Como vigário do mestre-geral desempenhou diversas missões na Hungria, até que foi eleito prior do Convento de Bolonha e, mais tarde, prior provincial da Lombardia.
Eleito mestre-geral da ordem, desempenhou tais funções por mais de 20 anos, apesar dos seus pedidos para ser dispensado de tal cargo.
Como mestre-geral foi conselheiro de diversos Papas, tendo Inocêncio IV nomeado-o como comissário encarregue de reconciliar as cidades italianas desavindas, bem como inquisidor na República de Veneza. O papa Urbano IV nomeou-o procurador apostólico da Santa Cruzada e foi núncio do papa Gregório X para o estabelecimento da paz entre as repúblicas de Veneza, Génova, Pisa, Florença e Bolonha. Os papas João XXI e Nicolau III enviaram-no como legado pontifício a Castela e a França em missões diplomáticas e Clemente IV tomou-o como seu conselheiro especial.
No convento de Bolonha mandou erguer um monumental memorial a São Domingos sob o seu túmulo, apesar do seu carácter por todos reconhecido de despojamento pessoal, simplicidade de vida e rigor no cumprimento da pobreza e regular observância. Grande defensor da doutrina de São Tomás de Aquino, tornou-o de leitura e estudo obrigatório em toda a Ordem.
Faleceu no convento dominicano de Monte Pessulano, a 2 de dezembro de 1283, sendo-lhe desde então prestado culto como um dos grandes bem-aventurados da Ordem, culto esse que foi confirmado pelo papa Pio X no século XIX.